# Lamprophiinae
Lamprophiinae is een onderfamilie van slangen die behoort tot de familie Lamprophiidae. De groep werd voor het eerst beschreven door Leopold Fitzinger in 1843. Er zijn 70 soorten in 12 geslachten.

## Taxonomie
Onderfamilie Lamprophiinae

- Geslacht Boaedon
- Geslacht Bothrolycus
- Geslacht Bothrophthalmus
- Geslacht Chamaelycus
- Geslacht Dendrolycus
- Geslacht Gonionotophis
- Geslacht Hormonotus
- Geslacht Inyoka
- Geslacht Lamprophis
- Geslacht Lycodonomorphus
- Geslacht Lycophidion
- Geslacht Pseudoboodon